# Siwapong Jarernsin
Siwapong Jarernsin (tiếng Thái: ศิวะพงษ์ เจริญศิลป์, sinh ngày 22 tháng 7 năm 1985) là một cầu thủ bóng đá người Thái Lan thi đấu ở vị trí tiền vệ cho câu lạc bộ ở Thai League 2 Khon Kaen.